# Tumult (czasopismo)
Tumult – niezależne pismo społeczno-kulturalne ukazujące się w Krakowie w latach 1988–1996. 

## Historia
Pismo zostało założone w roku 1988 dzięki wsparciu finansowemu organizacji zachodnich, po raz pierwszy szerzej promowane na Międzynarodowej Konferencji Praw Człowieka w Mistrzejowicach. Po przemianach politycznych 1989 r. redakcja rozpadła się, a jej członkowie zajęli się inną działalnością. Pismo przez jakiś czas było kontynuowane przez Łukasza Guzka i Marię Annę Potocką, zmieniając charakter na środowiskowy przegląd ideo-graficzny, zajmujący się głównie najnowszą plastyką. W sumie ukazało się 12 numerów (w tym 7 za czasów pierwszej redakcji). 

## Profil
Początkowo „Tumult” miał charakter polityczno-społeczny, z artykułami dotyczącymi plastyki. Brakowało w nim współczesnych tekstów literackich. W tym czasie powstała w Krakowie grupa złożona głównie z byłych studentów polonistyki i historii sztuki, która zamierzała wydawać periodyk „Camera Obscura”. Gdy redakcje te się połączyły, pismo szybko stało się jednym z ważniejszych wydawnictw podziemnych.
„Tumult” wyróżniał się formatem (A4) oraz bogatą szatą graficzną. Zamieszczał dużo fotografii, grafik oraz miał kolorową wkładkę. W owych czasach był to standard nieosiągalny nawet dla wielu pism wychodzących oficjalnie. 
Także zamieszczane teksty powodowały, że pismo to było najgroźniejszym konkurentem „brulionu”. W „Tumulcie” publikowali zarówno ludzie młodzi zaliczani do tzw. pokolenia „brulionu”, jak i starsi związani z „Tygodnikiem Powszechnym”.
„Tumult” jako pierwszy w Polsce poruszał otwarcie wiele kontrowersyjnych tematów takich jak np.: dzieje walk w Bieszczadach ukazywane także z punktu widzenia Ukraińców, sprawę Polaków wcielanych do Wehrmachtu czy celowego niszczenia niemieckich zabytków na Ziemiach Odzyskanych. Oprócz tego ukazywało się tutaj dużo krajowej prozy i poezji oraz liczne przekłady m.in.: Aleksandra Sołżenicyna, Václava Havla, Josefa Škvoreckiego, Saint-Johna Perse'a.

## Redaktorzy i autorzy tekstów
- Bogdan Klich
- Jan Piekło
- Marian Hanik
- Jerzy Skoczylas
- Marcin Świetlicki
- Maciej Miezian
- Adam Kwaśny
- Wojciech Wilczyk
- Maria Anna Potocka
- Bogusław Schaeffer
- Tadeusz Garsztka
- Andrzej Drawicz
- Maria Anna Potocka
- Anda Rottenberg
- Zbigniew Warpechowski
- Jan Józef Szczepański
- Leo Lipski
- Dawid Warszawski
- Leszek Danilczyk
- Bogusław Chrabota
- Maria Fita
- Łukasz Guzek
- Marian Hanik
- Katarzyna Miezian
- Jan Piekło
- Jan Strzałka
- Bogdan Wojnar
- Stanisław Cichowicz
- Marian Krzyżanowski
- Andrzej Szczerski
- Cezary Michalski
- Manuela Gretkowska